# Lac Pemichangan
Lac Pemichangan är en sjö i Kanada.   Den ligger i regionen Outaouais och provinsen Québec, i den sydöstra delen av landet, 70 km norr om huvudstaden Ottawa. Lac Pemichangan ligger 169 meter över havet. Arean är 16,5 kvadratkilometer. Den sträcker sig 8,1 kilometer i nord-sydlig riktning, och 5,9 kilometer i öst-västlig riktning.
I omgivningarna runt Lac Pemichangan växer i huvudsak blandskog. Trakten runt Lac Pemichangan är nära nog obefolkad, med mindre än två invånare per kvadratkilometer.